# حمادة الصاوي
حمادة الصاوي  (27 سبتمبر 1961 -) هو مُستشارٌ مصريٌّ، شَغل منصب النائب العام المصري منذ 19 سبتمبر 2019 حتى 18 سبتمبر 2023، بدأ عمله بالنيابة العامة المصرية في فبراير 1986.

## حياته
وُلِد حمادة الصاوي بمركز بيلا التابع لمحافظة كفر الشيخ في 27 سبتمبر 1961، وحصل على درجة الليسانس في الحقوق من جامعة أسيوط بتقدير عام جيد. عُين بالنيابة العامة موظفًا عام 1986، ثم وكيلًا للنائب العام بنيابة النزهة من 1986 حتى عام 1991، ثم عمل رئيسًا للنيابة العامة بنيابة الزيتون الجزئية العام القضائي، وعمل رئيسًا لنيابات مرور. بعدها عَمِل قاضيًا بالمحاكم الإبتدائية أربعة أعوام حتى العام القضائي 1998 بالقضاء المدين قضاء الضرائب، بعدها عاد للعمل رئيسًا للنيابة العامة بنيابة الزيتون الجزئية العام القضائي 1998. وأخيرًا شَغل منصب النائب العام المصري منذ 19 سبتمبر 2019 حتى 18 سبتمبر 2023.